# Оптимистическая трагедия (фильм, 1963)
«Оптимисти́ческая траге́дия» — советский широкоформатный художественный чёрно-белый фильм киностудии «Мосфильм». Экранизация одноимённой пьесы Всеволода Вишневского.
Лучший фильм года. Маргарита Володина — лучшая актриса года по опросу журнала «Советский экран». Лидер проката (1963, 1 место) — 46 млн зрителей. На XVI Каннском кинофестивале 1963 года фильм удостоен приза «За лучшее воплощение революционной эпопеи».

## Сюжет
1918 год. На военный корабль «Громобой», на котором властвуют матросы-анархисты, от ЦК партии большевиков назначена женщина-комиссар. Верховодит на корабле анархист Вожак. Комиссару поручено переформировать морской отряд в Первый матросский полк. Перед ней стоит трудная задача: завоевать авторитет моряков и искоренить анархию. Из оставшихся на корабле офицеров — лейтенант Беринг, служивший ещё на царском флоте на броненосце «Император Павел I». Он должен стать командиром и вместе с присланным комиссаром повести полк на фронт в район Чёрного моря.
Вожак провоцирует попытку группового изнасилования комиссара, но комиссар в упор стреляет в одного из насильников, после чего произносит фразу, ставшую крылатой: «Ну, кто ещё хочет попробовать комиссарского тела?».
Подручный Вожака, сифилитик Сиплый, предлагает убить комиссара, но Вожак отклоняет это предложение под предлогом того, что тогда пришлют нового комиссара, а «эта женщина для нас ценная, в ней анархистская жилка есть».
Между комиссаром и Вожаком происходит попытка объясниться. В разговоре участвуют Сиплый и моряк-анархист Алексей. Вожак: «Вот ты мне объясни, что получается? Отдаём мы свои головы за вашу власть? Отдаём. А вы нам ещё условия ставите». Сиплый: «Нас проспиртовали и зататуировали на кораблях. Дайте нам спокойно получить свою пулю». Алексей: «Я никому не верю. Ни вам, ни им. Это ведь он нас послал тебя попугать». Комиссар: «Условия ставим, потому что их принимают. Потому что за нами идут. Потому что мы знаем, куда надо идти. А работать надо с теми людьми, которые есть».
По приказу командования экипаж, переформированный в полк, покидает корабль и уходит на фронт, а уже там они объединяются с матросами-анархистами. По приказу Вожака расстреливают двух бывших офицеров. По приказу комиссара Алексей расстреливает Вожака. Сиплый предаёт матросов и они попадают в плен к немцам. Комиссар погибает. Солдатам, в том числе и Алексею, удаётся сбежать из плена.

## В фильме снимались
- Маргарита Володина — Комиссар
- Борис Андреев — Вожак
- Вячеслав Тихонов — Алексей
- Всеволод Санаев — Сиплый
- Орво Бьёрнинен — Вайнонен
- Всеволод Сафонов — Беринг
- Иван Жеваго — Боцман
- Даниил Нетребин — Рябой
- Григорий Михайлов — Старый матрос
- Пётр Соболевский — Судовой врач
- Эраст Гарин — Вожак пополнения анархистов
- Олег Стриженов — Первый офицер
- Глеб Стриженов — Второй офицер

## Съёмочная группа
- Режиссёр-постановщик: Самсон Самсонов
- Сценарий: Софья Вишневецкая, Самсон Самсонов
- Главный оператор: Владимир Монахов
- Художники-постановщики: Ипполит Новодерёжкин, Сергей Воронков
- Композитор: Василий Дехтерёв
- Текст песен: Михаил Матусовский